# 黑头八色鸫
黑头八色鸫（学名：Erythropitta ussheri），是八色鸫科红胸八色鸫属的一种，分布于马来西亚。全球活动范围约为41,100平方千米。该物种的保护状况被评为近危。
黑头八色鸫的栖息地包括亚热带或热带的沼泽林、亚热带或热带的湿润低地林和亚热带或热带严重退化的前森林。